# Corte Suprema de Chile

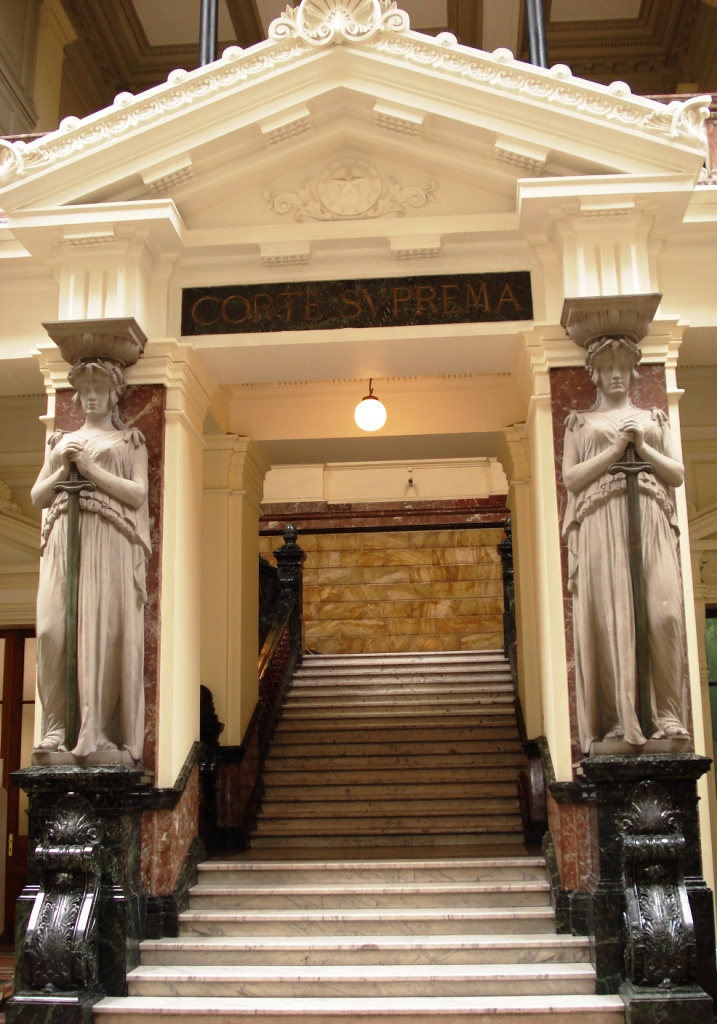
Palacio de los Tribunales de Justicia de Santiago.

Corte Suprema de Chile este instanța supremă a puterii judecătorești cu sediul în Santiago de Chile. 